# Ophioderma divae
Ophioderma divae is een slangster uit de familie Ophiodermatidae.
De wetenschappelijke naam van de soort werd in 1971 gepubliceerd door Luiz Roberto Tommasi.